# پیام دهکردی
پیام نادری دهکردی (زادهٔ ۲۰ اردیبهشت ۱۳۵۱) بازیگر و کارگردان اهل ایران است. او دارای مدرک کارشناسی ادبیات نمایشی از دانشگاه آزاد اراک و کارشناسی ارشد رشته تئاتر از دانشگاه تهران است.

## فیلم‌شناسی

### سینمایی
- بی‌صدا (۱۳۹۵ حسین شهابی)
- تگرگ و آفتاب (۱۳۹۳ رضا کریمی)
- دلم می‌خواد (۱۳۹۲ بهمن فرمان آرا)
- تراژدی (۱۳۹۲ آزیتا موگویی)
- بی خداحافظی (۱۳۹۰ احمد امینی)
- جیب بر خیابان جنوبی (۱۳۹۰ سیاوش اسعدی)
- راه آبی ابریشم (۱۳۸۹ محمد بزرگ نیا)
- همیشه پای یک زن در میان است (۱۳۸۶ کمال تبریزی)
- در همین نزدیکی (۱۳۸۶ راما قویدل)
- یک بوس کوچولو (۱۳۸۳ بهمن فرمان‌آرا)
- یک تکه نان (۱۳۸۳ کمال تبریزی)

### تلویزیونی
| سال       | نام مجموعه    | کارگردان                  | شبکه     |
| --------- | ------------- | ------------------------- | -------- |
| ۱۳۸۲      | باغ بلور      | رامبد جوان                |          |
| ۱۳۸۶      | شهریار        | کمال تبریزی               | شبکه دو  |
| ۱۳۸۶      | مدار صفر درجه | حسن فتحی                  | شبکه یک  |
| ۱۳۸۸      | جستجوگران     | محمدعلی سجادی             | شبکه دو  |
| ۱۳۸۸      | گاوصندوق      | مازیار میری               | شبکه سه  |
| ۱۳۹۲      | هوش سیاه ۲    | مسعود آب‌پرور              | شبکه سه  |
| ۱۳۹۳      | گذر از رنج‌ها  | فریدون حسن‌پور             | شبکه یک  |
| ۱۳۹۷      | کوبار         | فریدون حسن پور            | شبکه دو  |
| ۱۳۹۸      | گاندو         | جواد افشار                | شبکه سه  |
| ۱۳۹۹–۱۴۰۱ | ارثیه پدری    | میلاد بنایی و مهدی نقویان | شبکه آیو |
| ۱۴۰۰      | گاندو ۲       | جواد افشار                | شبکه سه  |
| ۱۴۰۰      | افرا          | بهرنگ توفیقی              | شبکه یک  |
| ۱۴۰۰      | هم‌سایه        | محمدحسین غضنفری           | شبکه سه  |
| ۱۴۰۱      | خداداد        | علی غفاری                 | شبکه دو  |
| ۱۴۰۲      | سنجرخان       | محمدحسین لطیفی            | شبکه یک  |

### نمایش خانگی
| سال  | نام مجموعه            | کارگردان      | نقش    |
| ---- | --------------------- | ------------- | ------ |
| ۱۴۰۱ | سرگیجه                | بهرنگ توفیقی  |        |
| ۱۴۰۰ | خاتون                 | تینا پاکروان  | نظربیگ |
| ۱۳۹۷ | دیدن این فیلم جرم است | رضا زهتابچیان | سرگرد  |

## شغل نانوایی
او در فروردین ۱۴۰۲ اذعان کرد چند ماهی است که بازیگری را موقتاً کنار گذاشته و با احداث یک نانوایی در روستای کوره بر شهر لاهیجان استان گیلان، جهت گذراندن امور زندگی در آنجا فعال است.

## جوایز و افتخارات
افتخارات او عبارتند از:
- جایزهٔ بهترین بازیگر در بیست و دومین جشنوارهٔ بین‌المللی تئاتر فجر برای تئاتر می بوسمت و اشکوتیغ کهنه
- جایزهٔ فعال‌ترین بازیگر تئاتر در روز جهانی تئاتر (۲۰۰۴)
- نامزد بهترین بازیگر در بیست و یکمین جشنوارهٔ بین‌المللی تئاتر فجر
- نامزد بهترین بازیگر در جشنوارهٔ بین‌المللی نمایش‌های آیینی و سنتی در سال ۱۳۸۲
- بهترین بازیگر مرد سال به انتخاب خانهٔ تئاتر و کانون ملی منتقدان در سال ۱۳۸۶
- جایزه اول بازیگری مرد در جشن انجمن نمایش سال ۱۳۹۲
- بهترین بازیگر مرد در بخش مسابقه بین‌الملل از سی و دومین جشنواره بین‌المللی تئاتر فجر برای تئاتر مرد بالشی
- نامزد بازیگری مرد در بخش مسابقه بین‌الملل در سی و هفتمین جشنواره بین‌المللی تئاتر فجر برای تئاتر ابلوموف